# Palazzo delle Tuileries
Il Palazzo delle Tuileries (in francese Palais des Tuileries, /palɛ de tɥilʁi/; raramente italianizzato in Tuglierì o Tuglierie) era un antico palazzo reale che sorgeva a Parigi in Francia, sulla riva destra della Senna, fino al 1871, quando fu distrutto da un incendio e a cui fece seguito la demolizione.
Costruito nel XVI secolo e ampliato nel tempo fino a riunirsi al Palazzo del Louvre nel 1857, le Tuileries avevano un'immensa facciata (lunga 266 metri per il Palazzo scomparso, e circa 328 metri se contiamo i padiglioni di Flore e Marsan che sono sopravvissuti) ed è stato il punto focale del grande asse storico di Parigi (prospettiva in fila dell'avenue des Champs-Élysées, Place de la Concorde e del giardino delle Tuileries).
Il Palazzo fu residenza a Parigi per tutti i sovrani di Francia da Enrico IV a Luigi Filippo, passando poi anche per Napoleone I e Napoleone III. Fu anche sede del governo della prima repubblica francese e del Consolato. Il suo ruolo come sede ufficiale del potere in Francia venne interrotta solo dalla sua distruzione da incendio doloso il 23 maggio 1871, appiccato dai comunardi Jules-Henri-Marius Bergeret, Victor Bénot ed Étienne Boudin. Le rovine del Palazzo delle Tuileries furono demolite nel 1883 e da allora i Presidenti della Terza Repubblica si installarono al Palazzo dell'Eliseo.

## Storia

### Il sito del palazzo
Nel XIII secolo, il luogo dove poi sorgerà il palazzo delle Tuileries era occupato da una serie di lotti liberi di terreno e da fornaci per la cottura delle tegole (in francese tuiles) che occupavano l'area, da cui poi il futuro nome del palazzo. Nel XIV secolo, il prevosto di Parigi, Pierre des Essarts, vi possedeva qui una propria abitazione assieme a quaranta acri di terreno coltivabile. Il sito era posto al di fuori delle mura di Carlo V costruite tra il 1356 e il 1383, dalle quali era separato da un fossato le cui acque erano alimentate dal corso della Senna.
Nel 1500, Nicolas de Neufville de Villeroy, segretario delle finanze del re, vi fece costruire un proprio Hôtel particulier.

### La prima costruzione del palazzo
Dopo la conquista di Milano avvenuta il 23 ottobre del 1515, Francesco I re di Francia si diede ai piaceri e ai divertimenti più svariati trasformando il castello de la Tournelle in un suo personale gineceo; tale contesto provocò il disappunto della madre Luisa di Savoia che decise di trasferire la sua sede a Parigi per stare quanto più lontana dal figlio. La regina madre, nella capitale, aveva fatto erigere, con i denari accumulati durante la reggenza, un sontuoso palazzo sulle rive della Senna, il quale fu l'ubicazione originaria del palazzo delle Tuileries, che fu in seguito abbellito e reso opulento dal figlio.
Successivamente dopo la morte accidentale di Enrico II di Francia nel 1559, la sua vedova Caterina de' Medici (1519-1589) progettò la costruzione di un nuovo palazzo. Ella cominciò la costruzione del palazzo delle Tuileries nel 1564 sul sito, sotto la guida dell'architetto Philibert de l'Orme. Il palazzo era costituito da una serie di lunghi edifici dalle volte molto alte che includevano due cortili di dimensioni diverse. I giardini delle Tuileries vennero creati, su ordine di Caterina, dal fiorentino Bernardo Carnesecchi nel 1564 (furono poi ristrutturati da Mollet nel 1609 e successivamente da André Le Nôtre nel 1664, la cui impronta è ancora individuabile nonostante le successive trasformazioni).
Durante il regno di Enrico IV (1589–1610), la struttura venne espansa a sud così da potersi riunire con il lato verso il fiume, la Grande Galerie, che correva lungo tutta l'ala est del vecchio palazzo del Louvre.

### Luigi XIV

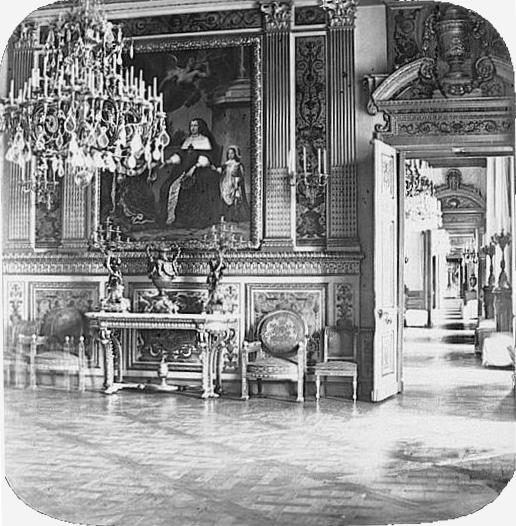
Appartamenti di stato nel palazzo delle Tuileries prima del 1871 - Salone di Luigi XIV

L'edificio venne notevolmente ingrandito nel XVII secolo così che l'angolo di sud-est si unisse al Louvre.
Luigi XIV risiedette al palazzo delle Tuileries mentre Versailles era in costruzione. Il palazzo venne completante trasformato con la costruzione delle facciate laterali e il padiglione centrale, rimpiazzando il grande scalone centrale con un vestibolo a colonne al piano terra e con la costruzione della Salle des Cents Suisses (Sala delle cento guardie svizzere), aggiungendovi poi a completamento una cupola rettangolare. Venne creato inoltre un nuovo enorme scalone di rappresentanza verso l'entrata dell'ala nord del palazzo. Gli appartamenti del re si trovavano al piano terra, proprio davanti al Louvre, mentre quelli della regina erano posti al piano superiore, rivolti verso il giardino.
Il 7 febbraio 1662 avvenne l'inaugurazione della Salle (Théâtre) des Machines da 7000 posti con la prima assoluta di Ercole amante di Francesco Cavalli. Nello stesso anno si è tenuto lo spettacolo Grand Carrousel, con oltre 10000 spettatori, in onore del primogenito Luigi.
L'architetto dei giardini del re, André Le Nôtre, sistemò il terreno per le Tuileries nel 1664, ma quando il re andò via, l'edificio fu abbandonato; si usò solamente come teatro, e i suoi giardini vennero aperti al pubblico e divennero un luogo classico per il passeggio dei parigini.

### Luigi XV
Il giovane Luigi XV si spostò con la sua corte da Versailles al Palazzo delle Tuileries dal 1º gennaio 1716, quattro mesi dopo essere asceso al trono di Francia. Tornò a Versailles il 15 giugno 1722, tre mesi prima della sua incoronazione. Entrambi gli spostamenti vennero decisi dal reggente, il duca d'Orléans. Il re risiedette inoltre alle Tuileries per brevi periodi negli anni '40 del Settecento.

### Luigi XVI

Jacques Bertaux, La conquista del Palazzo delle Tuileries, il 10 agosto 1792, Versailles, Musei

Durante la Rivoluzione francese, Luigi XVI e la sua famiglia furono costretti a ritornare da Versailles alle Tuileries sotto sorveglianza dei rivoluzionari a partire dal 6 ottobre 1789. Per i successivi due anni, il palazzo fu la residenza dell'intera famiglia reale francese. Il 9 novembre 1789 l'Assemblea Nazionale Costituente (ex Stati Generali) si spostò di sede dalla sala della pallacorda di Versailles alle Tuileries, dopo lo spostamento del supremo tribunale di Parigi.
Il 9 novembre 1789, l'Assemblea nazionale costituente, gli ex Stati generali del 1789, si trasferì da Versailles alle Tuileries, a seguito del trasferimento del re a Parigi. La Salle du Manège, sede dell'accademia equestre reale, era allora la più grande sala coperta di Parigi e servì come luogo di riunione per l'Assemblea costituente, per l'Assemblea legislativa, per la Convenzione nazionale e per il Consiglio dei Cinquecento durante il Direttorio, prima che quest'ultimo si trasferisse al Palais Bourbon nel 1798.
Mentre si trovavano nel palazzo, i membri della famiglia reale tentarono di fuggire la sera del 20 giugno 1791, ma vennero catturati a Varennes e riportati alle Tuileries. Il palazzo venne poi assaltato il 10 agosto 1792 dalla folla parigina in rivolta che massacrò la Guardia reale; la famiglia reale fuggì attraverso i giardini e si rifugiò assieme ai componenti dell'Assemblea legislativa.

### Napoleone

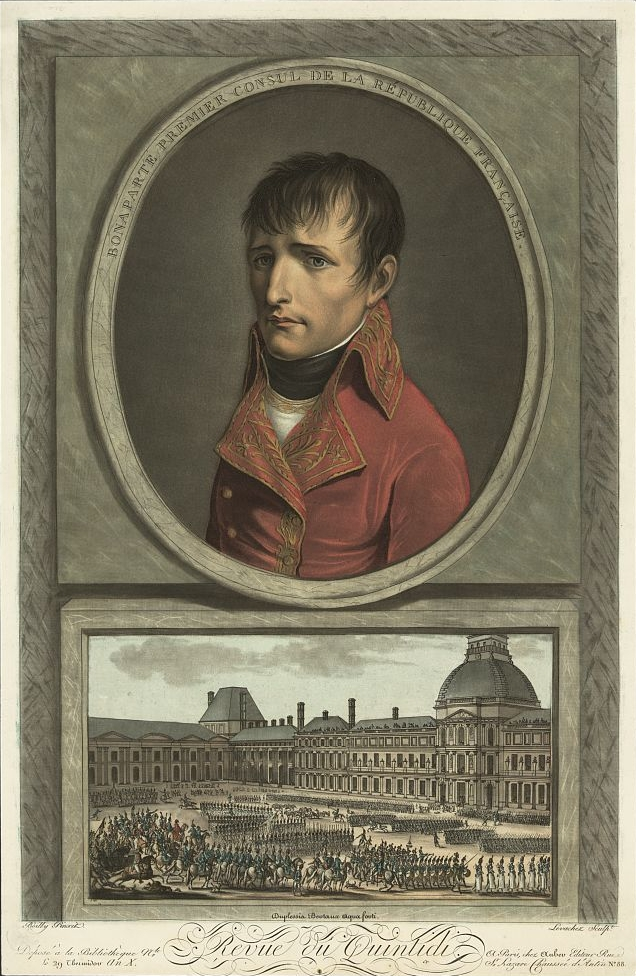
Napoleone Bonaparte, allora primo console, ordinò all'architetto Leconte di ripristinare e sviluppare le Tuileries (1802).

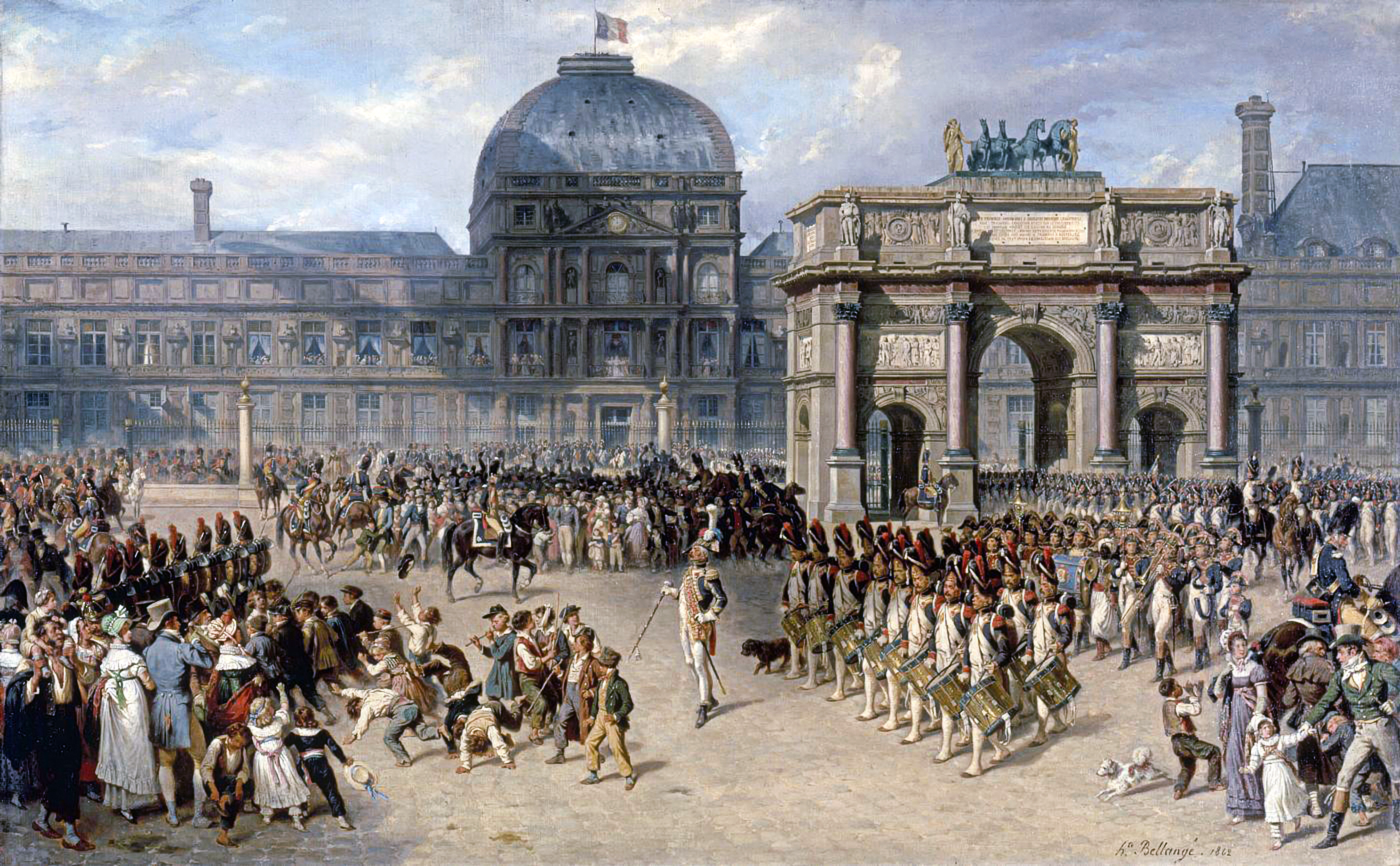
Rivista militare davanti all'Arco di Trionfo del Carrousel (nel 1810), in un dipinto di Hippolyte Bellangé, 1862.

Quando Napoleone Bonaparte salì al potere come Primo console fece delle Tuileries la sua residenza e quindi, successivamente, la residenza imperiale. Nel 1808 cominciò la costruzione di una nuova ala che collegò il palazzo con il Louvre creando così un grande cortile.
A seguito della scelta come residenza ufficiale di Napoleone, il palazzo venne ridecorato in stile neoclassico (stile impero) da Charles Percier e Pierre François Léonard Fontaine oltre che da alcuni dei più noti architetti e mobilieri dell'epoca, tra i quali l'ebanista Georges Jacob. A Pierre Paul Prud'hon venne commissionata la ristrutturazione dell'appartamento della imperatrice Maria Luisa d'Asburgo-Lorena. Per la stanza nuziale dell'imperatrice disegnò i mobili e la decorazione degli interni in una rivisitazione dello stile greco antico.
Nel 1809, Jacob-Desmalter, principale fornitore di arredamenti dell'imperatore, cominciò a lavorare a una stanza da letto per l'imperatrice Giuseppina Beauharnais nel palazzo delle Tuileries (che venne infine usata dall'imperatrice Maria Luisa). Questo monumentale mobilio disegnato dall'architetto era impreziosito da numerosi intarsi in bronzo; il pannello centrale, in bronzo dorato, rappresentava la "Nascita della regina della terra alla quale Cupido e le dee fanno delle offerte" dello scultore Pierre-Philippe Thomire, su di un bassorilievo di Antoine-Denis Chaudet. Jacob-Desmalter completò il grande lavoro nel 1812 con due piccoli mobili, nello stesso stile, usando del legname non esotico.

### La Restaurazione

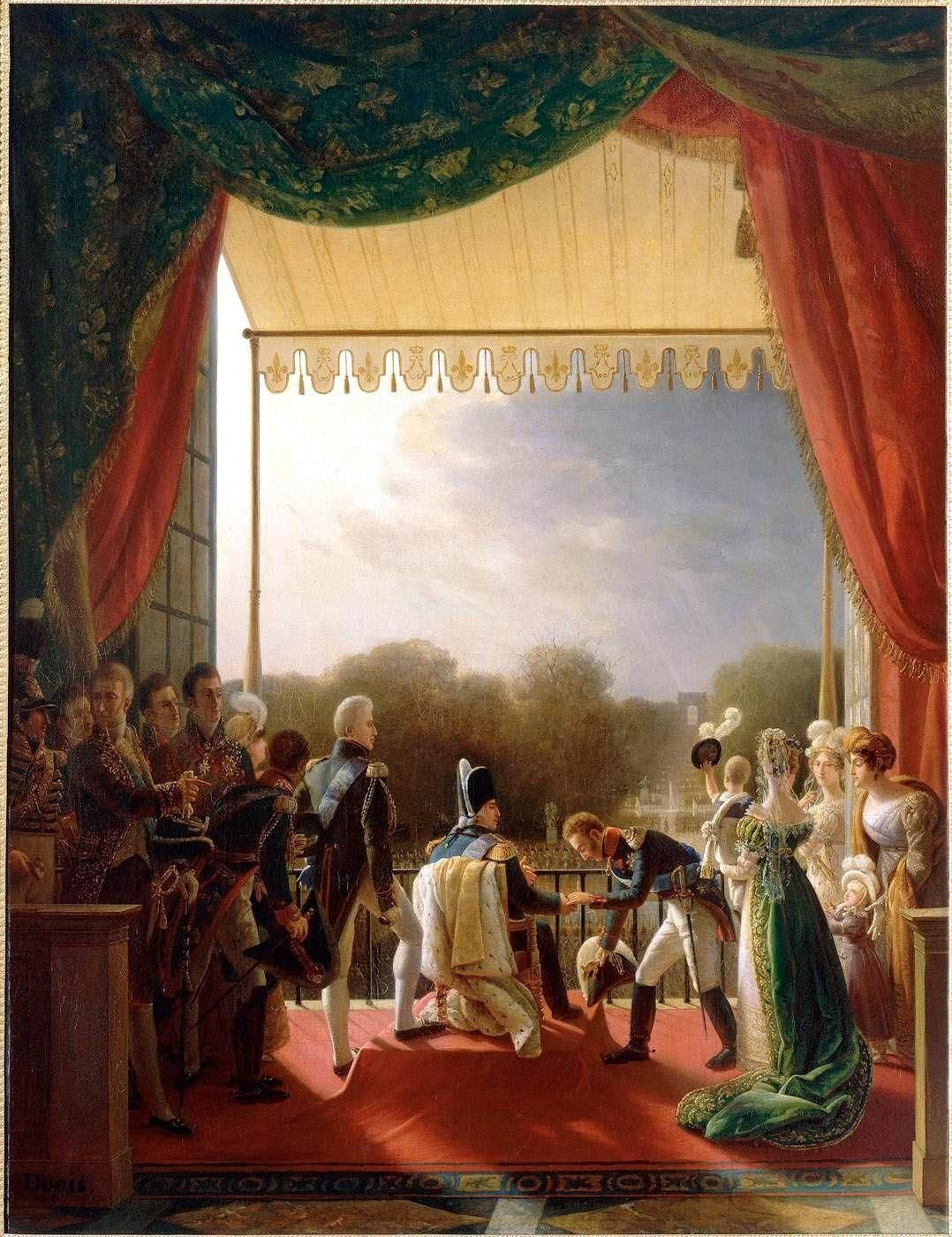
Luigi XVIII coi membri della famiglia reale, affacciato a una balconata al palazzo delle Tuileries

Il palazzo delle Tuileries servì come residenza reale anche dopo la restaurazione della monarchia borbonica. Nel corso della Rivoluzione di luglio del 1830, il palazzo venne attaccato e saccheggiato per la terza volta nella sua storia dai parigini in rivolta.
Luigi Filippo vi stabilì la propria residenza il 21 settembre 1831, trasferendosi su impulso dell'allora presidente del consiglio dei ministri francese Casimir Perier dall'antico Palais-Royal, sempre a Parigi. La regina Maria Amalia lo trovò triste e lo paragonò nelle sue lettere a una casba. Per più di un anno dall'insediamento del sovrano, vennero eseguiti una serie di importanti lavori di riqualificazione del palazzo che costarono in tutto più di 5.000.000 di franchi dell'epoca che diedero al palazzo un aspetto ancora più grandioso, in particolare dopo la costruzione, da parte degli architetti Percier e Fontaine, di una grande scalinata nel Pavillon de l'Horloge. Il re fece anche scavare un fossato nel giardino delle Tuileries, consentendo così di ricavare un giardino privato, recintato da cancelli, lungo la facciata occidentale del palazzo, separandolo dal resto del parco che rimase a uso pubblico dei parigini. Luigi Filippo dovette però rinunciare, per mancanza di denaro, al progetto di riunire il Louvre e le Tuileries sul lato nord, idea presentatagli nel 1833 ma attuato poi solo sotto Napoleone III.
Luigi Filippo e la sua famiglia, ad ogni modo, vi rimasero sino al 1848, quando il palazzo fu nuovamente attaccato, il 24 febbraio. Le guardie svizzere a custodia del palazzo, a conoscenza di quanto accaduto ai loro predecessori nel 1792, abbandonarono il palazzo.

### Il secondo impero francese

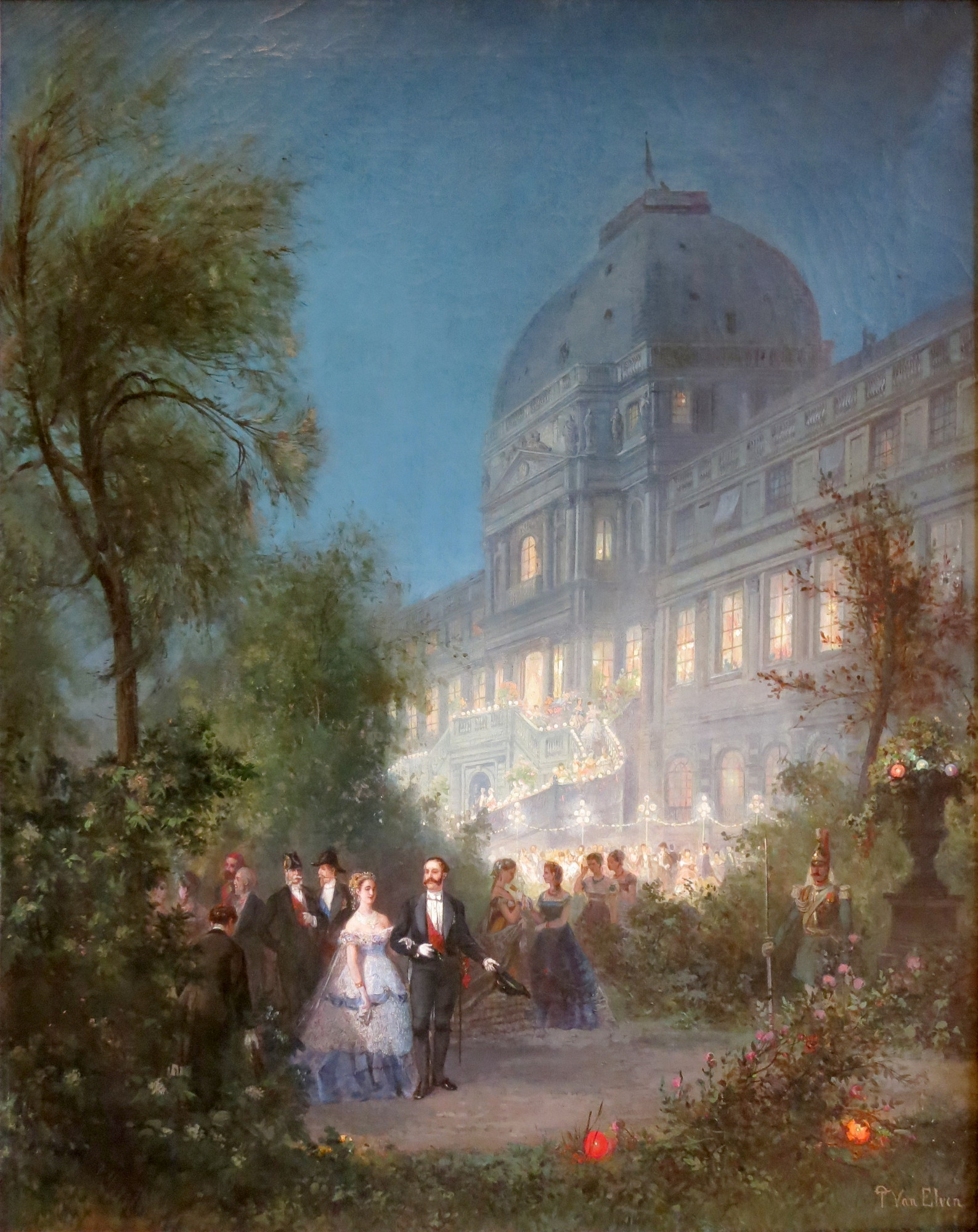
Gala soirée del 10 giugno 1867, per gli ospiti stranieri che presero parte all'Esposizione Universale di quell'anno; dipinto di Pierre Tetar van Elven. La grande scalinata che conduceva dalla Sala dei Marescialli direttamente al giardino, venne eretta temporaneamente per l'occasione e poi rimossa.

Il palazzo venne utilizzato ancora una volta come residenza imperiale dopo il colpo di Stato del 1852; quando il presidente Luigi Napoleone Bonaparte divenne l'imperatore Napoleone III, si spostò dal Palazzo dell'Eliseo a quello delle Tuileries. Durante il secondo Impero, il palazzo venne profondamente modificato nelle decorazioni e nell'arredamento dopo i danni subiti a seguito della rivoluzione del 1848. Alcune sale dell'appartamento di Stato, pregevolmente ridecorate, vennero impiegate per i ricevimenti di stato e in particolare quello della regina Vittoria d'Inghilterra del 1855. Sotto il secondo Impero venne completata l'ala nord del Louvre lungo Rue de Rivoli, che collegava le Tuileries con il resto del palazzo del Louvre. Si completava così il progetto realizzato tre secoli prima.
La linea dei tetti del palazzo, e particolarmente quella della cupola centrale, venne adottata in molte costruzioni in Inghilterra e negli Stati Uniti nella costruzione di alberghi, edifici commerciali e privati.

#### L'utilizzo del palazzo sotto Napoleone III

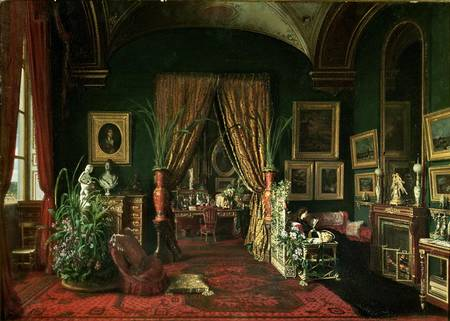
Il salone dell'imperatrice Eugenia

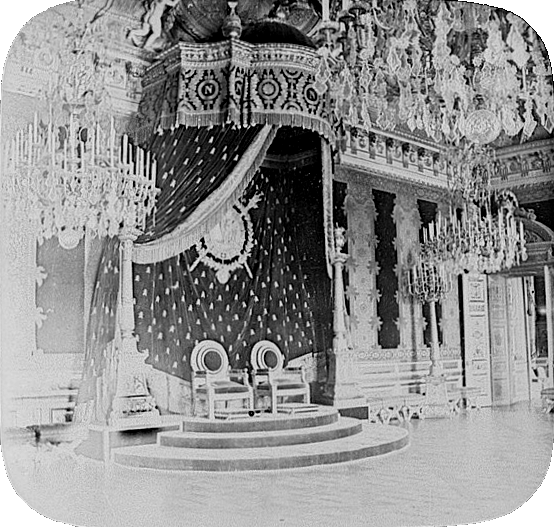
La Sala del Trono di stile napoleonico

Napoleone III, dopo essere asceso al trono, decise di installarsi al palazzo delle Tuileries. I suoi appartamenti erano posti al piano terreno dell'ala sud del palazzo ed erano composti da "sale in stile primo impero". L'imperatrice Eugenia aveva il proprio appartamento al primo piano, collegato a quello dell'imperatore da una scala a scomparsa, in pieno contrasto invece con Versailles dove gli appartamenti del sovrano e della sovrana si trovavano sul medesimo piano e quello del re era il maggiore dei due.
Le stanze di rappresentanza del palazzo sotto Napoleone III - poste sul lato del Carrousel a est - vennero utilizzate in diverse occasioni formali. Napoleone III aveva dato disposizione per le cene più informali che si utilizzasse il Salone d'Apollo, posto vicino alla Sala dei Marescialli (presso il padiglione centrale) e presso la Sala del Primo Console o Salone Bianco. Passata la sala del trono, si sarebbe raggiunto il Salone Luigi XIV dove di solito si svolgevano le cene importanti. Per gli eventi più prestigiosi, ad ogni modo, l'imperatore diede disposizione di utilizzare la più grande Galleria di Diana, posta a sud. Nel caso di un ballo di stato, invece, la Galleria sarebbe stata utilizzata per il rinfresco, mentre si sarebbe usato il padiglione centrale come sala da ballo.
L'ala nord del palazzo, che conteneva la cappella, la Galleria della Pace e la Sala degli Spettacoli vennero meno utilizzate da Napoleone III rispetto ai suoi predecessori. Il teatro, nello specifico, vide un grande rappresentazione trionfale con una cantata di Auber che venne messa in opera la sera del giorno in cui si tenne il matrimonio civile tra Napoleone ed Eugenia, il 29 luglio 1853,. L'ultima occasione formale in cui le sale di quest'ala vennero utilizzate fu il 10 giugno 1867 quando qui si tenne una festa con concerto in occasioen dell'Esposizione Universale. Durante la guerra franco-prussiana il teatro venne utilizzato come ospedale.
Il padiglione più a sud, detto Pavillon de Flore, era il retro del palazzo, con diversi corridoi di servizio e la possibilità di legarsi direttamente alle cucine che erano poste sotto l'attuale Rue de Rivoli.

### L'incendio e la demolizione
Dopo il crollo del secondo impero francese, quando a Parigi si installò il governo della Comune, le Tuileries divennero un teatro di festival e concerti: al Salon des Maréchaux si svolgevano così i "Concerti dei comunardi" a cui prese parte anche l'attrice Marie Léonide Charvin. Il 10 maggio 1871, venne organizzata una serata di beneficenza a favore dei feriti della Guardia Nazionale. Il 18 dello stesso mese si svolsero tre concerti consecutivi, attirando una folla enorme al palazzo.
Il 23 maggio 1871, durante la repressione della Comune, dodici uomini agli ordini dell'estremista Dardelle diedero fuoco al palazzo alle sette di sera, sfruttando la complicità di Bénot, garzone di un macellaio che, con Bergeret e Boudin, riuscirono ad attraversare tutti gli appartamenti del palazzo spruzzando le pareti e i pavimenti con secchi pieni d'olio. Il fuoco venne appiccato da Bénot e verso le 23:00, un'enorme esplosione colpì il padiglione centrale (alla base del quale erano stati posti barili di polvere da sparo e altro materiale infiammabile), facendo crollare la cupola in una pioggia di fiamme. L'incendio arse per 48 ore e bruciò completamente l'edificio. Soltanto il 25 maggio i pompieri e il 26º battaglione riuscirono a domare il fuoco; solo il museo fu miracolosamente risparmiato dalle fiamme, anche per interessamento diretto di Henry Barbet de Jouy e di Martian Bernardy de Sigoyer che ordinarono di fare il possibile per evitare che il fuoco si propagasse oltre verso altri edifici. La potenza del fuoco che si sviluppò, fuse completamente i bronzi presenti e ridusse in polvere il marmo. Bergeret e i suoi uomini, dopo aver ordinato un pasto freddo, cenarono sulla terrazza del Louvre, contemplando il fuoco.
Le rovine delle Tuileries rimasero sul luogo per molti anni. Nonostante i tetti e gli interni del palazzo fossero stati distrutti dall'incendio, lo scheletro rimase in piedi e sarebbe stato quindi possibile operare una ricostruzione dell'edificio. Altri monumenti di Parigi bruciati dai comunardi, come l'Hôtel de Ville, vennero ricostruiti dopo il 1870. Dopo molte esitazioni, il governo della Terza Repubblica decise di non restaurare il Palazzo delle Tuileries in quanto simbolo degli antichi regimi monarchico e imperiale.
D'altra parte la porzione del Louvre che fu bruciata dall'incendio venne ricostruita nel suo stile originale dal governo francese.

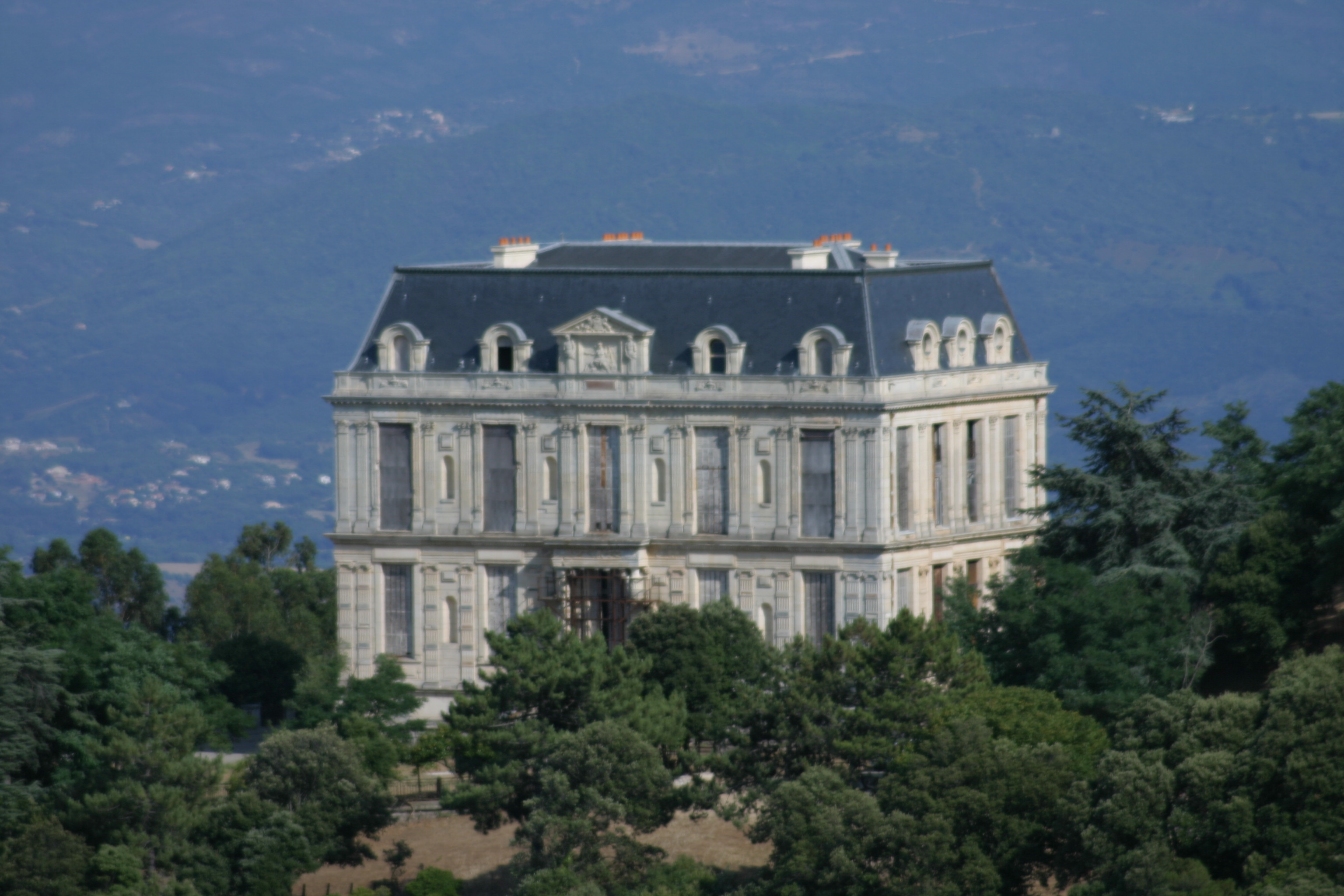
Il Castello de la Punta in Corsica che venne costruito in gran parte con materiale recuperato dalla demolizione delle Tuileries

Nel 1882 l'Assemblea nazionale francese votò per la demolizione delle rovine che vennero vendute a un imprenditore privato per la somma di 33.300 franchi d'oro (approssimativamente 130.000 euro del 2005), nonostante le proteste del barone Haussmann, di Hector-Martin Lefuel, di Eugène Viollet-le-Duc, di Léonce Reynaud e altri membri di circoli artistici parigini che dichiararono che l'operato del governo era un crimine contro l'arte e la storia di Francia. Il progetto di ricostruzione, ad ogni modo, si arenò principalmente per la morte di Viollet-le-Duc (il 17 settembre 1879), di Reynaud (il 14 febbraio 1880) e infine di Lefuel (il 26 dicembre 1880). Il nuovo architetto responsabile del sito, Charles Garnier, era stato uno degli oppositori al restauro e in una sua relazione stesa il 30 maggio 1881, accennò alle difficoltà nel ricostruire il palazzo: ruderi troppo a lungo esposti alle intemperie per essere conservati, poca profondità delle ali, necessità di realizzare cantine contro l'umidità, proponendo invece la costruzione di un nuovo edificio sul sito. Spronato da questa relazione il nuovo ministro scelto dal governo Gambetta, Antonin Proust, varò una legge per la demolizione del palazzo.
La demolizione cominciò nel febbraio del 1883 e venne completata il 30 settembre dello stesso anno. Pietre e marmi del palazzo vennero venduti ai privati come ricordo: Achille Picart, riuscì a costruirvi un castello in Corsica, presso Ajaccio, il Castello de la Punta. La base del padiglione centrale si trova oggi nella piazza Georges Cain di Parigi, mentre parti del cortile centrale si trovano nei giardini del Trocadéro. Altri pezzi del palazzo si trovano al Louvre, al Museo delle Arti Decorative. Ad oggi, dell'antico palazzo, rimangono unicamente il Pavillon de Flore e il Pavillon de Marsan oltre a due gallerie che si estendono sino alle biglietterie del Louvre.

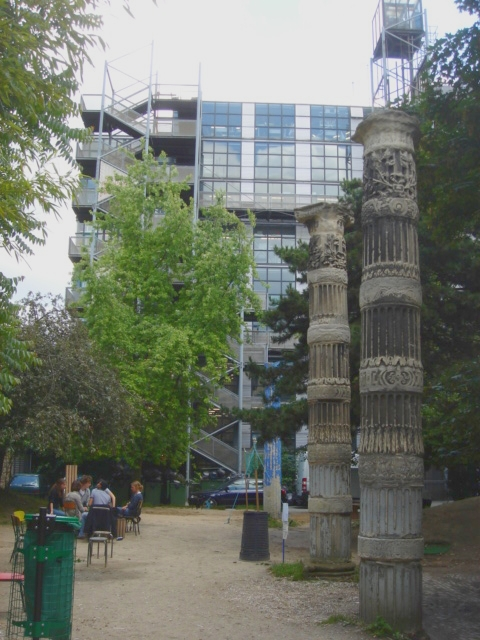
Il giardino dell'École spéciale d'architecture con delle colonne delle Tuileries.
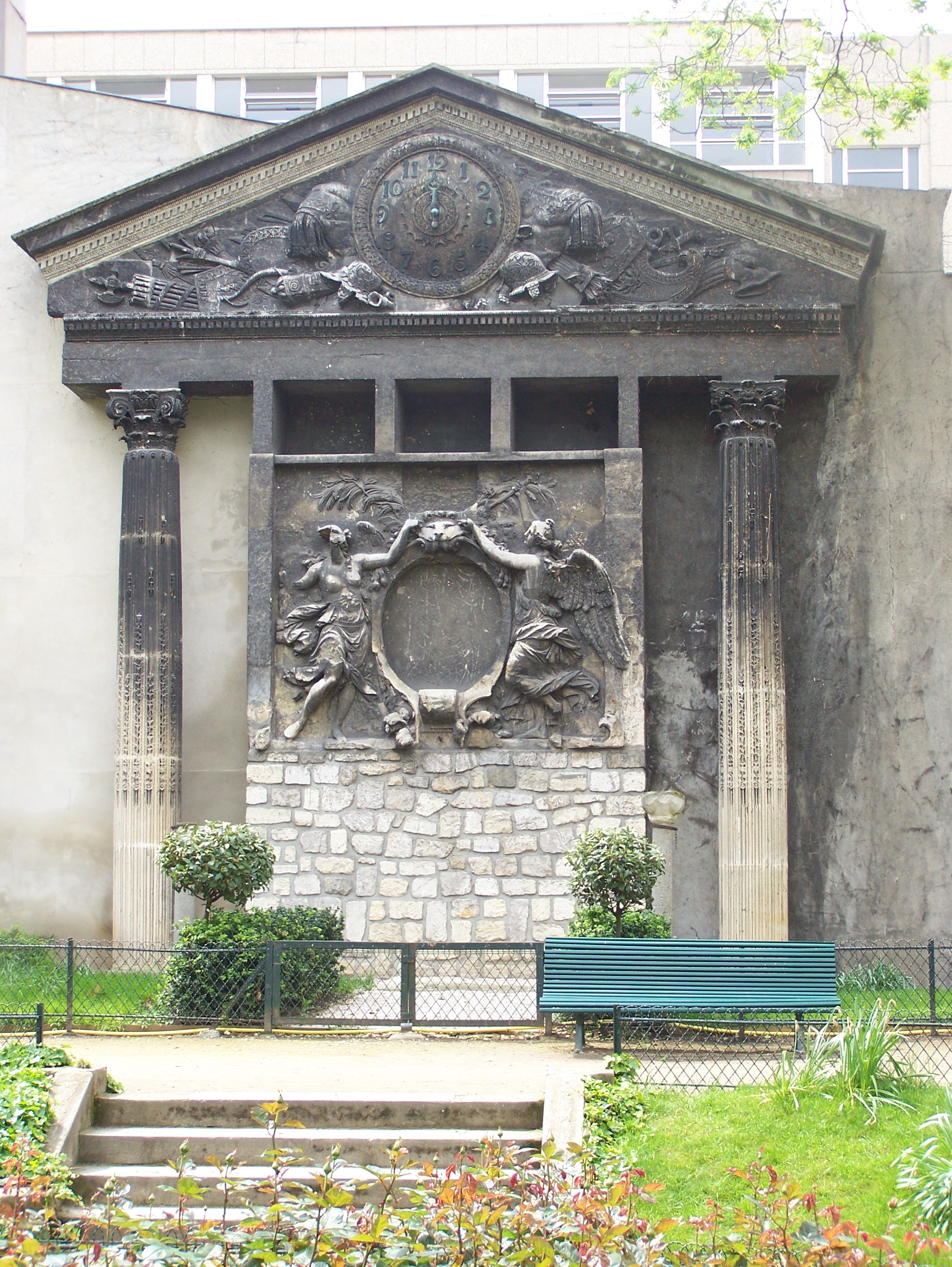
Frontone delle Tuileries, piazza Georges-Cain.
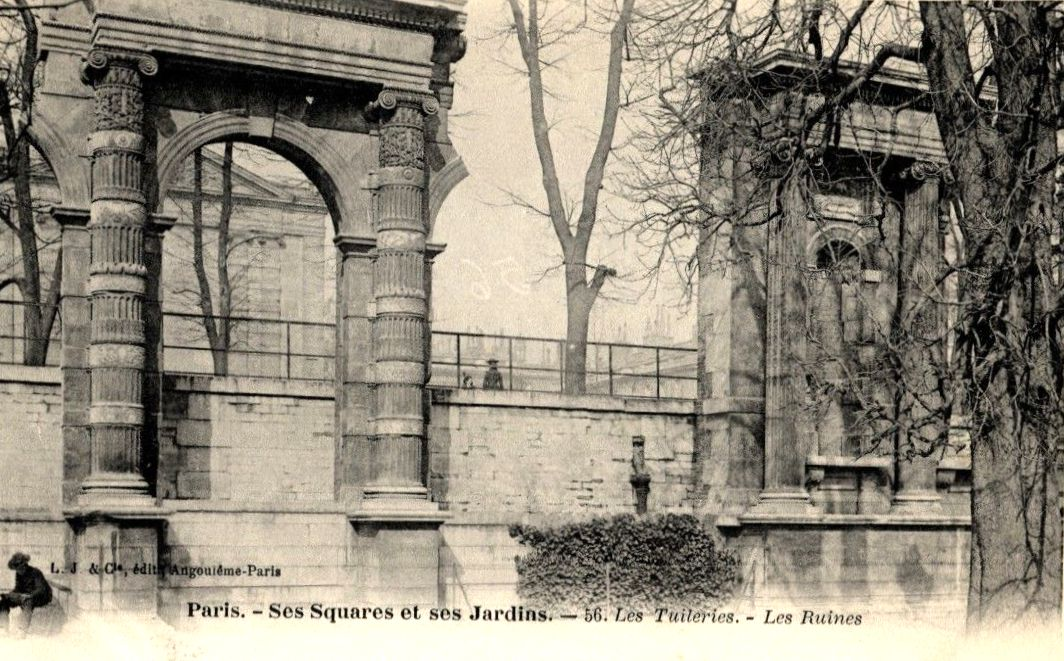
Vestigia del palazzo delle Tuileries, lasciate in situ come elemento decorativo del giardino delle Tuileries dopo la demolizione del palazzo.
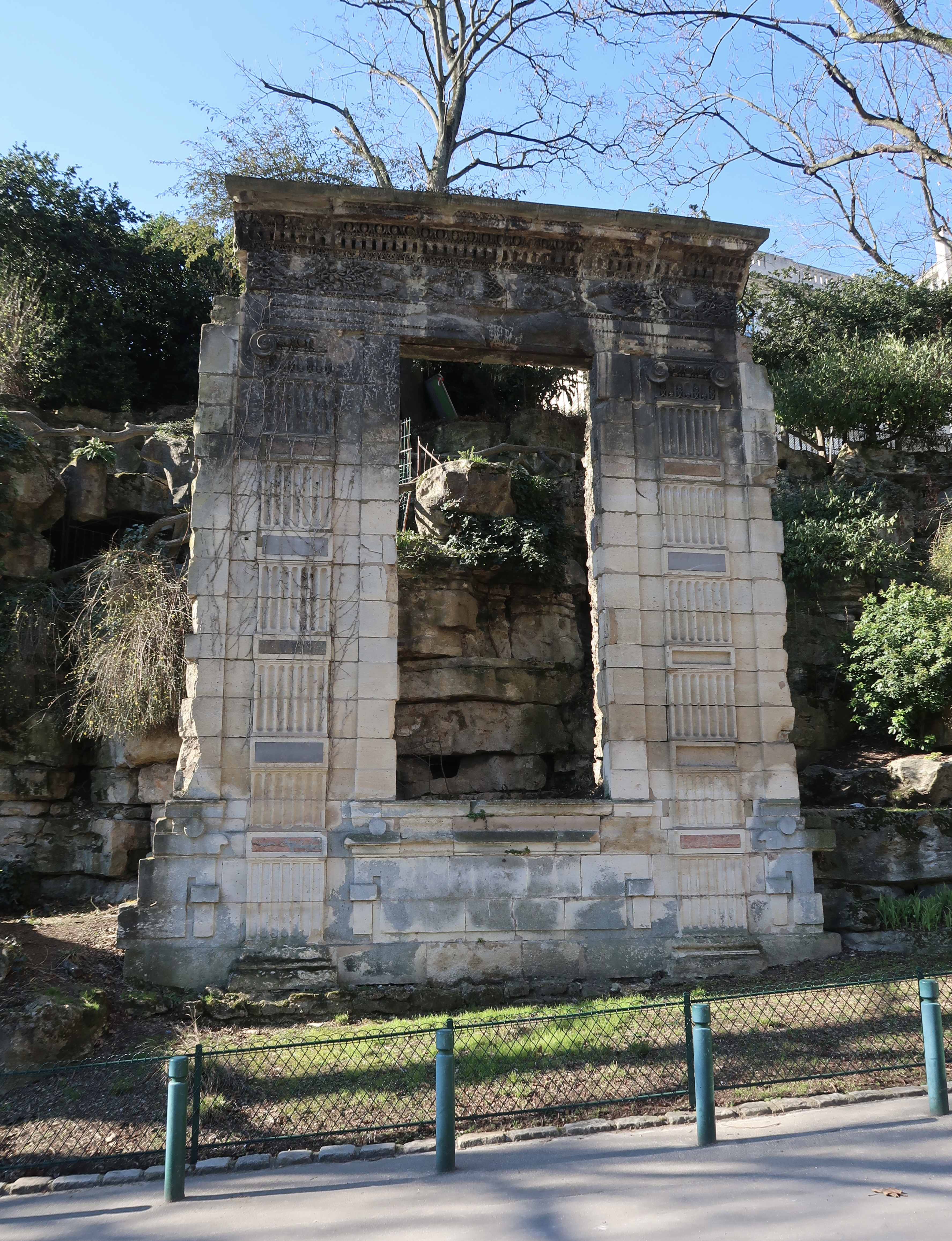
Vestigia nei giardini del Trocadéro.
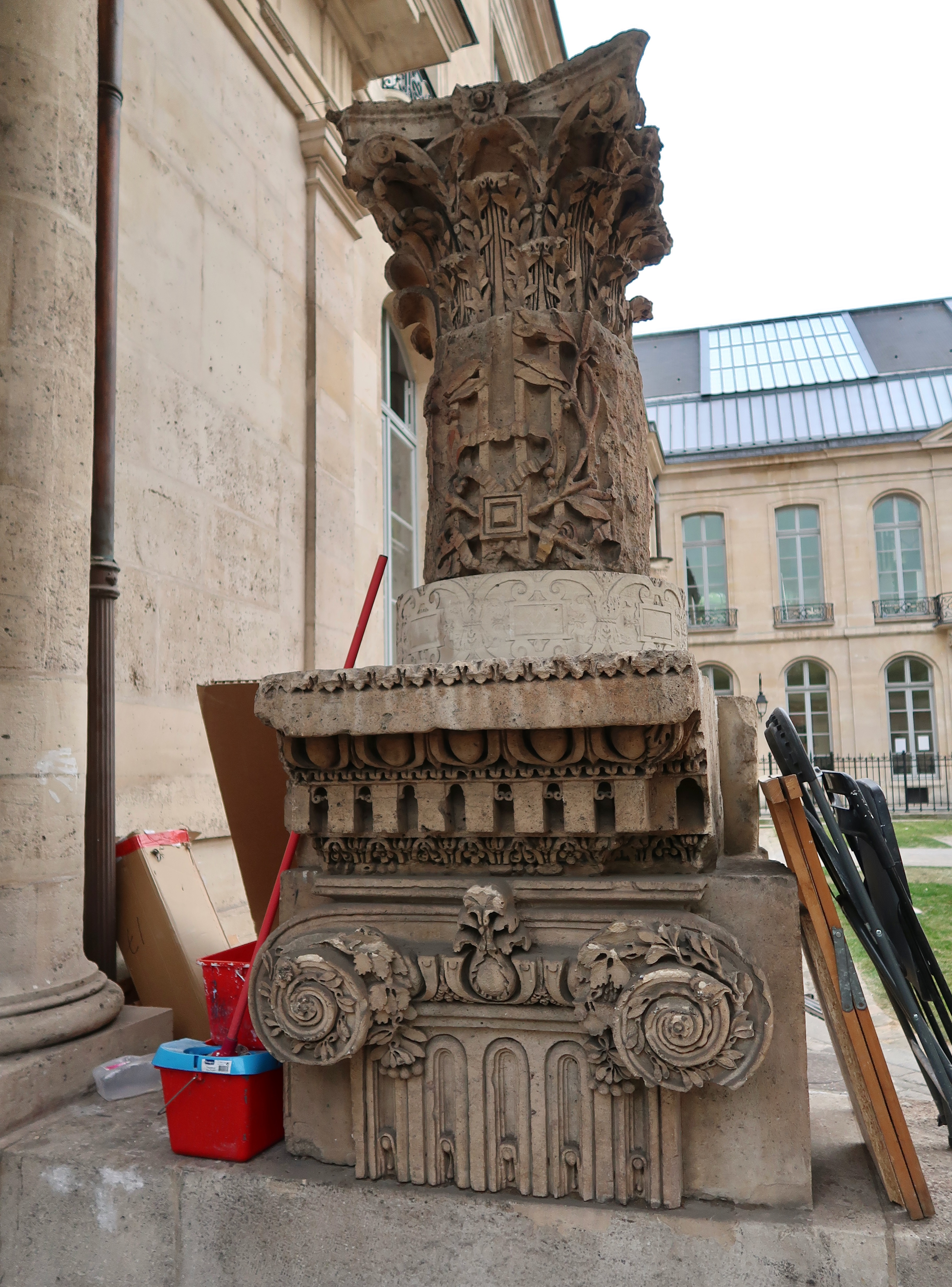
La cour Chimay dell'École des beaux-arts.
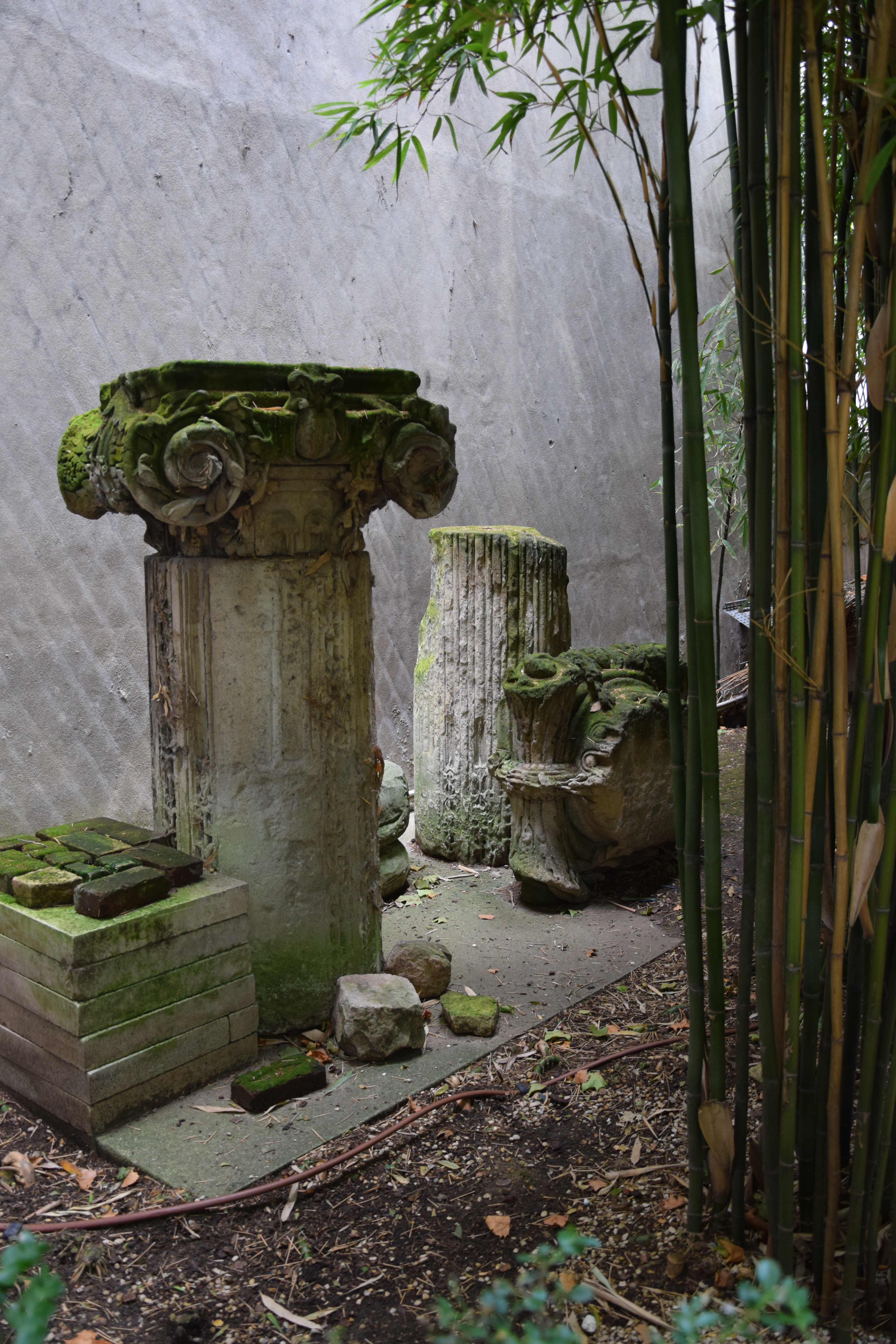
Vestigia presso l'hôtel de Rochechouart.
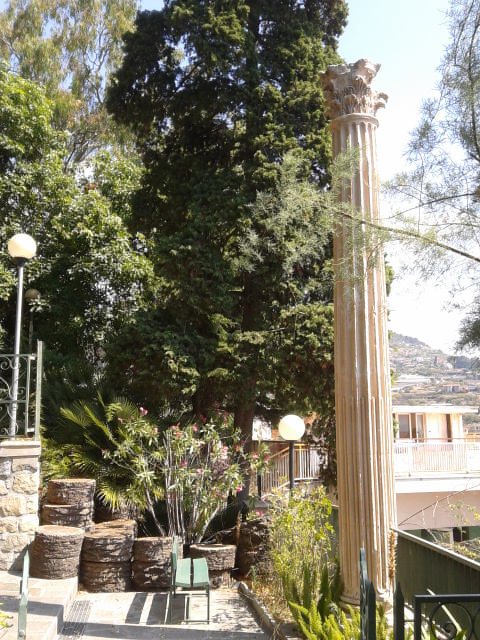
Colonna a villa Garnier a Bordighera.
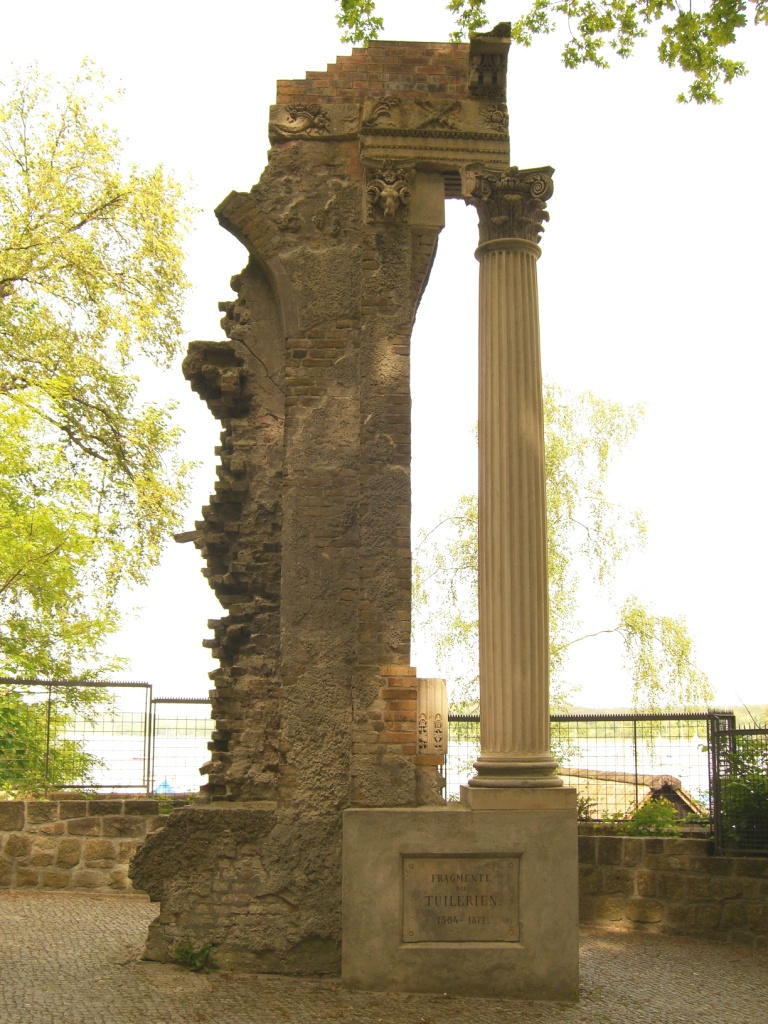
Resti del palazzo sull'isola di Schwanenwerder (Germania).

### Proposte di ricostruzione

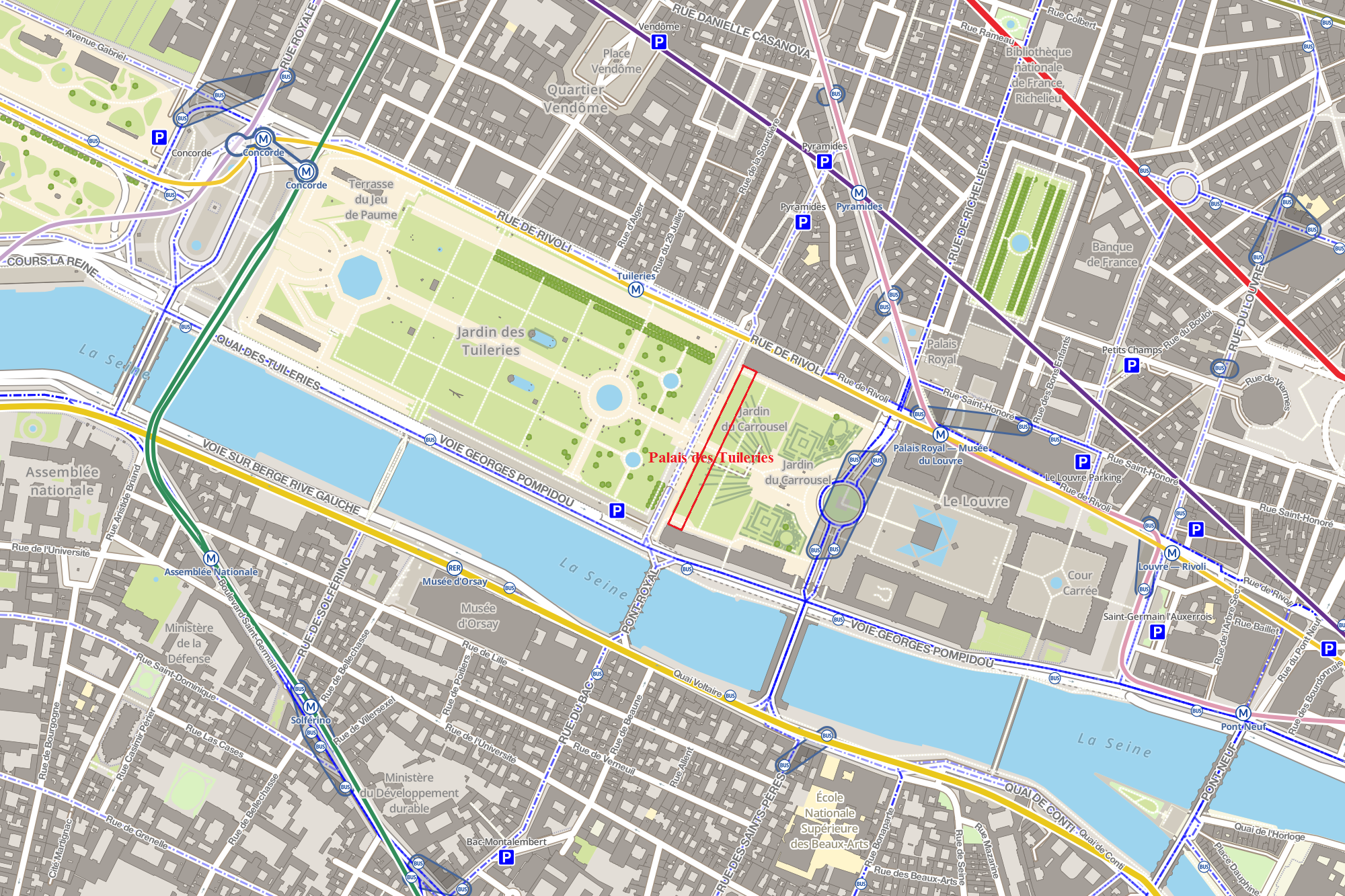
Proposta di ricostruzione del palazzo delle Tuileries sul sito originario

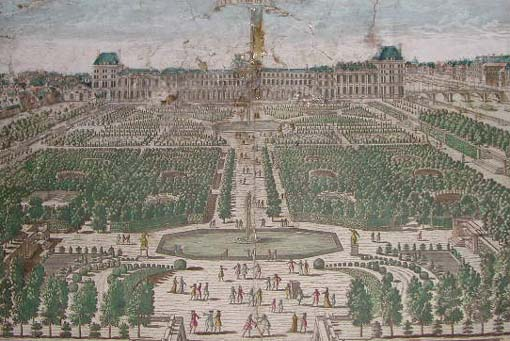
L'asse centrale dei parterres delle Tuileries secondo il progetto di Le Nôtre in una stampa della fine del XVII secolo

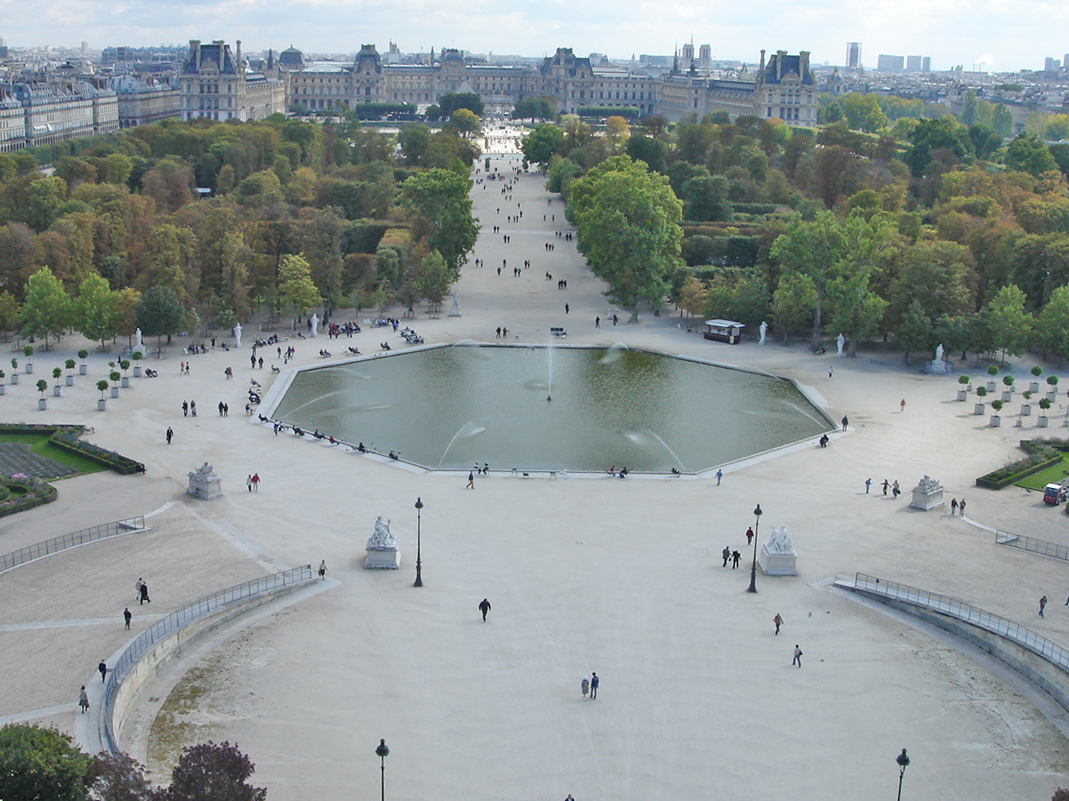
La medesima vista oggi, verso il Louvre

Sin dal 2003, il Comitato per la Ricostruzione delle Tuileries (in francese Comité national pour la reconstruction des Tuileries) nacque col proposito di ricostruire il Palazzo delle Tuileries sul modello di altre imprese simili compiute in Europa come per il Berliner Stadtschloss di Berlino o il Castello di Herrenhausen ad Hannover. Sin dalla demolizione del complesso nel 1883, infatti, la famosa prospettiva degli Champs-Élysées, che terminava con la maestosa facciata del palazzo delle Tuileries, terminava invece con l'Arco di Trionfo del Carrousel, un tempo centrato sull'ingresso alle Tuileries ma posto invece oggi in un enorme spazio vuoto. Il Louvre, con la sua piramide da un lato e l'Axe historique di Place de la Concorde-Champs-Élysées-Arco di Trionfo sull'altro, non sono allineati sul medesimo asse architettonico.
Il Palazzo delle Tuileries, che era collocato nel punto di giunzione di questi due assi divergenti tra loro, era stato concepito proprio per dissuadere la vista da questa incongruenza e per questo i sostenitori del progetto, con l'appoggio di architetti, hanno cercato di promuovere la ricostruzione del palazzo per riarmonizzare l'area. Così facendo, inoltre, i giardini delle Tuileries riacquisirebbero il loro scopo originario, ovvero essere giardini di un palazzo.
Il Louvre ha dato informalmente il proprio appoggio al progetto data la ricerca continua di nuovi spazi espositivi e nell'impossibilità di espandere la struttura nella quale si trova collocato il museo. I progetti di ricostruzione portati all'attenzione dei media, inoltre, hanno proposto di ricostruire gli appartamenti di stato come dovevano apparire nel 1871, ovvero all'epoca del secondo impero francese, servendosi del materiale fotografico e dei rilievi architettonici conservati presso gli Archives Nationales. L'utilizzo di mobilio non solo d'epoca ma originale del palazzo, sarebbe inoltre possibile dal momento che buona parte dei mobili presenti all'interno dell'area si salvarono dall'incendio in quanto trasferiti altrove nel 1870 in vista della guerra franco-prussiana e di possibili razzie. Tali oggetti (mobili, oggetti, dipinti), si trovano inoltre oggi stoccati in magazzino e non sono visibili al pubblico per la mancanza di spazio nel Louvre.
Nel 2006 venne stimato per la prima volta un progetto di ricostruzione del complesso per un costo di 300.000.000 di euro. Il piano per finanziare il progetto è stato pensato con una sottoscrizione pubblica e il lavoro affidato a una fondazione privata, quindi senza che il governo francese dovesse sborsare denaro per l'impresa. All'epoca della presentazione del progetto, il presidente francese Jacques Chirac chiese un dibattito pubblico in materia. Sulla questione della ricostruzione del palazzo si era già espresso anche l'ex presidente Charles de Gaulle che si era detto entusiasta del progetto per riportare "un gioiello nel centro di Parigi."
Nel 2008, Michel Clément, direttore del dipartimento d'architettura e monumenti dello stato francese disse: "Dal nostro punto di vista, la ricostruzione del palazzo delle Tuileries non è una priorità. Inoltre non fa parte della cultura francese far risorgere monumenti ex nihilo (dal nulla), ma piuttosto quello di conservare i resti che sono sopravvissuti."

## I giardini delle Tuileries

Pomeriggio al parco delle Tuileries, di Adolph von Menzel

Quando il grande spazio vuoto fra l'ala nord e quella sud del Louvre, a noi così familiare, si realizzò nel 1883 con la demolizione di cui si è detto, per la prima volta il cortile del Louvre si affacciò sui giardini delle Tuileries. I giardini, Jardin des Tuileries in francese, vennero circondati dal palazzo del Louvre a est, dalla Senna a sud, dalla Place de la Concorde a ovest e da Rue de Rivoli a nord. Ancora a nord, per Rue de la Paix si raggiunge Place Vendôme.
I giardini delle Tuileries ricoprono oggi una superficie di 25 ettari, furono, come detto, inizialmente creati su ordine di Caterina dei Medici dal fiorentino Bernardo Carnesecchi nel 1564, ristrutturati da Mollet nel 1609 e dall'architetto André Le Nôtre nel 1664. Nonostante successive trasformazioni conservano l'impronta data loro da André Le Notre. La loro pianta spaziosa si riflette sulle due vasche poste sull'asse centrale ai due estremi fino all'Arc du Carrousel.
La Galleria nazionale del Jeu de Paume è un museo d'arte contemporanea ubicato nell'angolo nord-ovest dei giardini su Place de la Concorde. Simmetricamente disposto verso l'angolo di sud-ovest vi è l'Orangerie, dove re Luigi XVI aveva fatto attrezzare una serra idonea a ospitare alberi d'aranci. Dopo un lungo restauro, nel 2005 l'Orangerie è tornata alla sua funzione museale e raccoglie famose opere di impressionisti (Renoir, Manet, Cézanne, Rousseau e, specialmente, le notissime "ninfee" di Monet, disposte a 360° in due saloni ovali perfettamente idonei allo scopo). Dopo il Musée d'Orsay, ma prima del Marmottan, l'Orangerie è quindi il terzo polo museale dedicato all'Impressionismo in Francia.